# Кумульское ханство
Кумульское ханство (кит. 哈密札薩克旗, уйг. قۇمۇل خانلىقى‎) — феодальное государство, которое располагалось в Хамийской впадине. Позже, в 1696 году, они приняли подданство династии Цин.

## История
Империя Мин установила даннические отношения с Кумульским ханством (также известным как Кара (Хара)-Дел) которое было сильно вовлечено в конфликт между турфанцами и Мин. Ханство платило дань Мин. Кумульское ханство под предводительством Саида Бабы поддерживало китайских мусульманских сторонников династии Мин во время восстания против династии Цин в 1646 году. После поражения сторонников Мин, во время которого кумульский князь Турумтай был убит от рук цинских войск, Кумул подчинился династии Цин.
Начиная с 1647 года правители Кумула подчинялись династии Цин и отправляли им дань. Титул "Ясак Дархан" был пожалован Абдулле-беку в 1696 году, после того как он подчинился династии Цин в качестве вассала во время первой ойрато-цинской войны.
Ханство воевало с джунгарами за династию Цин. Кумул продолжал оставаться вассальным ханством, когда Синьцзян был преобразован в провинцию в 1884 году после Дунганского восстания.
Ханы также получили титул цинь-ван («князь первого ранга») от империи Цин. Они получили огромную власть от цинского двора, за исключением управления казнями, которые должны были быть разрешены китайским чиновником, размещенным в Кумуле. Ханы официально были вассалами китайского императора и каждые шесть лет должны были посещать Пекин, чтобы быть слугой императора в течение 40 дней.
Оно также был известно как княжество Кумул, а китайцы называли его Хами. Ханы были дружелюбны к китайскому правлению и властям.
Хан Мухаммад и его сын и преемник Максуд Шах облагали своих подданных большими налогами и вымогали принудительный труд, что привело к двум восстаниям против его правления в 1907 и 1912 годах.
Хану помогал везирь при его дворе. Последний хан, Максуд Шах, назначил своим канцлером Юлбарс-хана, князя Хами.
Хан платил дань Синьцзянскому правительству в Урумчи.
Ханьский китайский губернатор Синьцзяна Ян Цзэнсинь был монархистом, терпел ханство и был дружелюбен к хану Максуд Шаху.
Именно существование ханства удерживало уйгуров от восстания, поскольку оно представляло собой правительство, в котором царствовал человек их национальности и вероисповедания. Его упразднение привело к кровавому восстанию.
После смерти Максуд Шаха в 1930 году Цзинь Шурэнь заменил ханство тремя обычными провинциальными административными округами Хами, Ихе и Иу. Это вызвало Кумульское восстание, в ходе которого Юлбарс-хан попытался восстановить на престоле наследника Насира.

## Ханы Кумула
1. Абдулла-бек (1697—1709)[16]
2. Гапур бек (1709—1711)
3. Эмин бек (1711—1740)
4. Юсуф, сын Эмина (1740—1767)
5. Исхак, второй сын Юсуфа (1767—1780)
6. Башир (1780—1813)
7. Мухаммад, сын Башира (1813—1867)
8. Гулам бек (1867—1881)
9. Максуд Шах (1882—1930)
10. Насир, второй сын Максуд Шаха (1930—1934)
11. Башир, сын Насира (1934—1949)